# 530768 Nanpu
530768 Nanpu este o planetă minoră (asteroid) din centura de asteroizi. A fost descoperită pe 3 octombrie 2011 la Xuyi County⁠(d) de . 
Obiectul prezintă o orbită caracterizată de o semiaxă mare de 2,3013292078858 UAi, o excentricitate de 0,25281437889374, o înclinație de 6,73462705529 ° în raport cu ecliptica.